# Another Day (Paul McCartney)
Another Day è il primo singolo discografico di Paul McCartney pubblicato nel 1971.

## Registrazione
Sebbene la registrazione del brano risalga al dicembre 1970, durante le sessioni in studio per l'album Ram, la composizione dello stesso è databile durante le sedute di registrazione dei Beatles per il disco Let It Be nel 1969. Il singolo venne ufficialmente pubblicato il 19 febbraio 1971 con Oh Woman, Oh Why come B-side.
Si tratta di un brano prettamente pop, scritto da McCartney con reminiscenze dello stile contemplativo utilizzato per la composizione di Eleanor Rigby e She's Leaving Home. Denny Seiwell, batterista durante le sessioni per Ram, definiva la canzone "Eleanor Rigby a New York City". Lo stesso Seiwell ha ricordato l'incisione: "Registrammo la traccia con Paul all'acustica e Dave Spinozza all'elettrica...Partimmo alle dieci del mattino e per pranzo avevamo già la take buona!". Il testo tratteggia la figura di una donna triste che si sente non amata, descrivendo la stanca routine della sua vita tra casa e lavoro. L'accattivante melodia e i "du du du" del coro, contrastano con l'atmosfera generale piuttosto malinconica delle liriche.
La moglie di Paul, Linda McCartney, fornisce eloquenti armonie vocali in Another Day. Descrivendo le distintive armonie presenti nel brano, McCartney disse: «Volevo un nostro sound». Paul stava deliberatamente cercando di creare uno "stile McCartney", una identità musicale propria, ben definita, al di fuori dei Beatles. McCartney decise di co-accreditare Linda come autrice di più della metà dei brani apparsi su Ram, incluso l'hit single Another Day. Nonostante Linda non avesse mai scritto canzoni prima, Paul insistette che lei era stata parte integrante del processo di composizione, dando suggerimenti importanti circa i testi e le melodie.

## Pubblicazione
Pubblicata come singolo il 19 febbraio 1971, la canzone fu un successo negli Stati Uniti ed anche in Gran Bretagna, raggiungendo rispettivamente la posizione numero 5 e la numero 2 in classifica nel marzo 1971.
Anche se Another Day e Oh Woman, Oh Why non furono originariamente incluse in Ram, le più recenti ristampe in CD dell'album hanno entrambe le canzoni come tracce bonus.

## Accoglienza
La canzone era particolarmente invisa a John Lennon, che la riteneva un palese esempio dello stile "troppo pop" di McCartney. Il brano viene citato nella canzone di Lennon How Do You Sleep? sull'album Imagine, dove viene definita "muzak" e messa a confronto con Yesterday (con la quale inevitabilmente perde il confronto) come emblema della scarsa qualità della musica creata dal McCartney solista, rispetto a quella creata insieme ai Beatles.
e da allora è stato solo "Another day" - ("Another day" significa "un altro giorno")»
(John Lennon - How Do You Sleep?)

## Tracce
1. Another Day – 3:41 (Paul McCartney e Linda McCartney)
2. Oh Woman, Oh Why – 4:41 (Paul McCartney)